# 乙酸钌(III)
乙酸钌(III)是一种配位化合物，化学式为Ru2(OAc)6－n(OH)n，其中OAc−为乙酸根，目前仅已知Ru(III)的碱式盐。

## 制备与结构
乙酸钌(III)的“一水合物”于1987年通过[Ru2(μ-OAc)4Cl]和AgOAc在乙酸/甲醇溶液中反应、过滤、滤液在空气中浓缩结晶制得。
红色的一水合物[Ru2(μ-OAc)4(OAc)2]·H2O为Ru26+（d10）配合物，属三斜晶系P1空间群，分子中存在2.265 Å的Ru-Ru键，和[Ru2(μ-OAc)4(H2O)2]几乎一致，但比[Ru2(μ-OAc)4(H2O)2]BF4的键略长。分子中四个乙酸根配体为桥联配体，两个为单齿配体。一年后，有文献指出该化合物仅具有Ru25+而非Ru26+，进一步的表征发现该物质的结构为[Ru2(μ-OAc)4(OAc)2H]·0.7H2O。
将氢氧化铬和冰乙酸混合后煮沸，得到黑绿色的液体，过滤，滤出的黑色晶体粉末为碱式盐Ru2(OAc)4(OH)2(OH2)2。若氢氧化铬和50%乙酸溶液反应，蒸干后得到的黑色潮解性晶体为Ru2(OAc)5OH。
三氯化钌三水合物和乙酸钠在乙醇/乙酸中反应，可以得到[Ru3(μ3-O)(μ-OAc)6(H2O)3][OAc]：
3 RuCl3(H2O)3 + 9 NaOAc → [Ru3O(OAc)6(H2O)3]OAc + 2 HOAc + 9 NaCl + 5 H2O